# Dibroomazijnzuur
Dibroomazijnzuur is een chemische verbinding uit de groep halogeencarbonzuren.

## Synthese
Dibroomazijnzuur kan door bromeren van broomazijnzuur verkregen worden door middel van een 2:1 mengsel van bromide en bromaat in zuur milieu. De reactie verloopt in twee stappen. Eerst wordt in situ broom vrijgemaakt:
{\displaystyle {\ce {5Br^{-}\ +\ BrO3^{-}\ +\ 6H^{+}\ \longrightarrow \ 3Br2\ +\ 3H2O}}}
Het vrijgekomen broom reageert dan met het broomazijnzuur:
{\displaystyle {\ce {Br2\ +\ CH2BrCOOH\ \longrightarrow \ CHBr2COOH\ +\ HBr}}}

## Eigenschappen
Dibroomazijnzuur is zeer goed oplosbaar in water, ethanol en di-ethylether.

## Toepassingen
Van dibroomazijnzuur zijn geen technische of praktische toepassingen bekend. In laboratoria wordt het voor chemisch onderzoek gebruikt.

## Veiligheid
Dibroomazijnzuur is een gehalogeneerd bijproduct van desinfectieprocessen. Vastgesteld is dat dibroomazijnzuur apoptische veranderingen en de vorming van hydroxylradicalen veroorzaakt in menselijk perifere monocyten. Bij muizen en ratten die via hun drinkwater blootgesteld werden aan verschillende concentraties dibroomazijnzuur bleek de stof carcinogeen te zijn en aanleiding te geven tot meerdere soorten tumoren (leukemie, mesothelioom, leverkanker).